# Grijze metaalkokermot
De grijze metaalkokermot (Coleophora deauratella) is een vlinder uit de familie kokermotten (Coleophoridae). De wetenschappelijke naam is voor het eerst geldig gepubliceerd in 1846 door Lienig & Zeller.
De soort komt voor in Europa.